# Fondation Knight
La fondation John S. et James L. Knight (en anglais : John S. and James L. Knight Foundation) est une fondation américaine. Elle finance des projets liés au journalisme et aux médias. Elle est liée fortement à la Knight Ridder et finance notamment des initiatives touchant les territoires où était présente l'entreprise, Akron ou Miami par exemple. Elle était dotée en 2014 d'un capital de 2,14 milliards de dollars.

## Histoire
Elle est fondée par John S. Knight et James L. Knight en tant que simple fonds en 1940 pour devenir une fondation en 1950. John S. Knight est également le fondateur de Knight Ridder.
En 2015 et 2016, la fondation Knight finance en partie le programme Knowledge Engine de la fondation Wikimedia.